# Haploglossa gentilis
Haploglossa gentilis är en skalbaggsart som först beskrevs av Johann Christian Friedrich Märkel 1844.  Haploglossa gentilis ingår i släktet Haploglossa, och familjen kortvingar. Arten är reproducerande i Sverige.